# Башмачок сердценосный

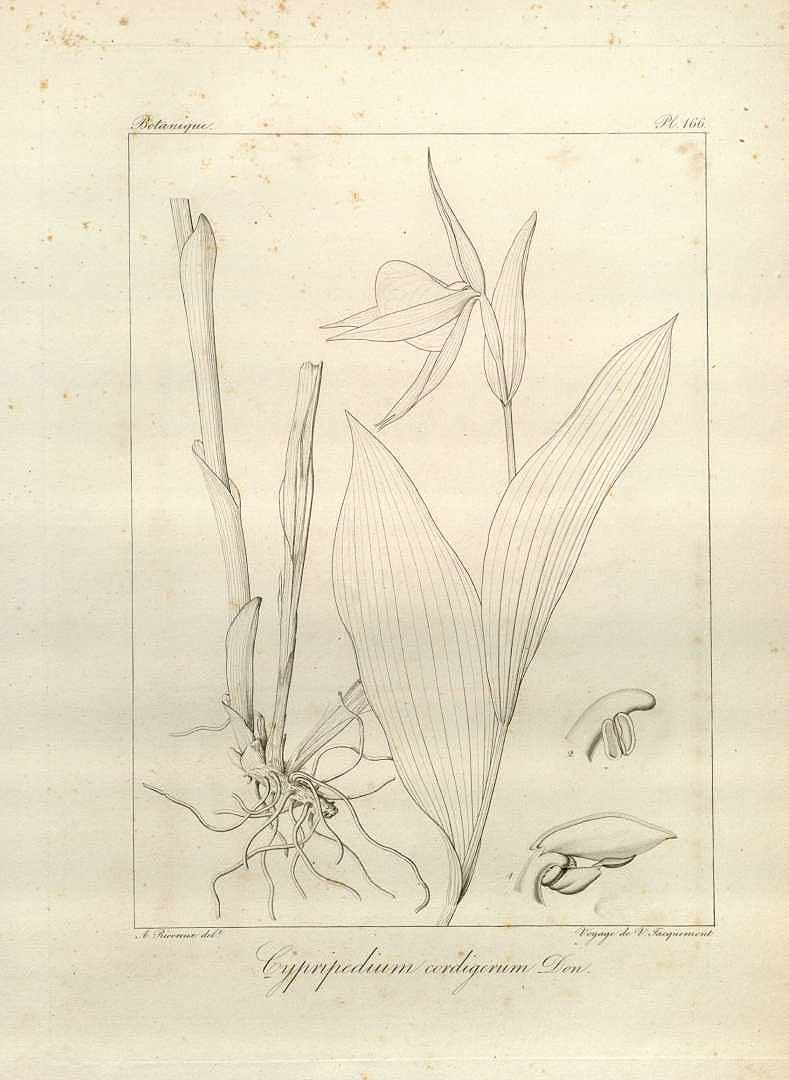
Ботаническая иллюстрация: Jacquemont, V., Voyage dans l’Inde pendant les années 1828 à 1832, vol. 4(3): t. 166 (1844)

Башмачок сердценосный (лат. Cypripedium cordigerum) — вид травянистых растений, рода Башмачок (Cypripedium), семейства Орхидные (Orchidaceae).
Вид включён в Приложение II Конвенции CITES и Красную книгу индийских растений. Численность вида снижается из-за антропогенного воздействия.
Китайское название: 白唇杓兰 (bai chun shao lan).

## Распространение и экология
Гималаи. Бутан, Кашмир, Непал, Пакистан, Северная Индия (штат Уттаракханд). На высотах от 2200 до 3400 метров над уровнем моря.
Обычно распространён в мокрых, тенистых хвойных лесах, на открытых территориях, поросших кустарником, на южных склонах скал. В индийском штате Уттаракханд встречается спорадически в дубовых лесах (Quercus floribunda) с примесью рододендронов (Rhododendron arboreum), часто в тени калины Viburnum cotinifolium. Ассоциированные с Cyp. cordigerum виды: Viburnum cotinifolium, Viburnum foetens, Podophyllum hexandrum, Fragaria daltoniana, Anemone rivularis, Galium asperuloides, Rosa macrophylla, Pimpinella sp., Quercus floribunda, Quercus semecarpifolia, Aruncus dioicus, Senecio altus, Ranunculus hirtellus и Lyonia ovalifolia. 
Cyp. cordigerum, как правило, растёт небольшими колониями, реже встречаются отдельные растения.
рН почвы 5,6—7,1. Состав почвы: песок 46,8—65,5 %, гумус 14—20,9 %, глина 4,1—16 %. Затенённость 5—65 %..

## Ботаническое описание
Травянистые многолетники высотой от 25 до 65 см. Стебель железисто-волосистый, покрыт влагалищами 2—5 листьев.
Корневище короткое и прочные, расположено в верхнем слое почвы. С одной стороны корневища расположена точка роста, другой конец постепенно отмирает.
Листья эллиптические или широко эллиптические, 10—15 × 4—10 см.
Соцветия терминальные, прямые, несут 1, редко 2 цветка.
Цветки 7—10 см в диаметре, чашелистики и лепестки от бледно-зелёного до светло-жёлтого цвета. Лепестки не перекручены, линейно-ланцетные, 2,5—3,5 × 0,7—0,9 см, губа белая. Стаминодий часто жёлтый или красный пятнистый. Колонка 12-15 мм длиной. Губа — продолговатый эллипсоид, 2,5—3,5 см. Цветение в июне-июле. Цветок похож на цветок североамериканского Cypripedium candidum, но так как растение находится в более родственных отношениях с евразийскими видами группы Cypripedium, это сходство достаточно поверхностное.
Кариотип: 2n = 20.

## В культуре
Так как естественная среда обитания растения - высокогорные леса Гималаев, культивировать его очень трудно. Огромное количество диких растений были экспортированы в Европу, Америку и Японию с 60-х по 80-е годы XX века. Большинство из них погибли, но некоторые сохранились в частных коллекциях. Несколько лабораторий размножают этот вид. Большинство коллекционеров говорят, что это трудный с содержании вид, поскольку растения часто погибают по непонятным причинам. Почвенная смесь хорошо дренированная, не кислая, в своей основе должна иметь в основном неорганические составляющие и листовую землю. Следует избегать зимних дождей.
Зоны морозостойкости: 5-6.

## Грексы
Грексы зарегистрированные до апреля 2014 г. по данным The International Orchid Register:
- Ivory Gartenorchideen-Koch, 2008 =(Cyp. cordigerum × Cyp. kentuckiense)
- Birgit In Vitro Orch. Raschun, 2006 =(Cyp. macranthos × Cyp. cordigerum)
- Doreen K.D.Schmidt, 2010 =(Cyp. ventricosum var. virescens × Cyp. cordigerum)
- Hildegard W.Frosch, 2005 =(Cyp. candidum × Cyp. cordigerum)
- Ingrid W.Frosch, 1990 =(Cyp. parviflorum × Cyp. cordigerum)
- Karl Heinz W.Frosch, 1990 =(Cyp. calceolus × Cyp. cordigerum)
- Ulli W.Frosch, 1994 =(Cyp. parviflorum var. pubescens × Cyp. cordigerum)